# Hawesville
Hawesville és una població dels Estats Units a l'estat de Kentucky. Segons el cens del 2000 tenia 971 habitants.

## Demografia
Segons el cens del 2000, Hawesville tenia 971 habitants, 409 habitatges, i 271 famílies. La densitat de població era de 288,4 habitants/km².
Dels 409 habitatges en un 34,7% hi vivien nens de menys de 18 anys, en un 51,3% hi vivien parelles casades, en un 12,2% dones solteres, i en un 33,7% no eren unitats familiars. En el 32,3% dels habitatges hi vivien persones soles el 17,4% de les quals corresponia a persones de 65 anys o més que vivien soles. El nombre mitjà de persones vivint en cada habitatge era de 2,35 i el nombre mitjà de persones que vivien en cada família era de 2,98.
Per edats la població es repartia de la següent manera: un 26,6% tenia menys de 18 anys, un 8,4% entre 18 i 24, un 27,5% entre 25 i 44, un 22% de 45 a 60 i un 15,4% 65 anys o més.
L'edat mediana era de 36 anys. Per cada 100 dones de 18 o més anys hi havia 83,3 homes.
La renda mediana per habitatge era de 33.929 $ i la renda mediana per família de 45.000 $. Els homes tenien una renda mediana de 39.318 $ mentre que les dones 22.750 $. La renda per capita de la població era de 18.985 $. Entorn del 12,1% de les famílies i l'11,9% de la població estaven per davall del llindar de pobresa.

## Poblacions més properes
El següent diagrama mostra les poblacions més properes.